# Herzog August Bibliothek
De Herzog August Bibliothek te Wolfenbüttel (Nedersaksen) is een wetenschappelijke bibliotheek.
Deze bibliotheek is ontstaan uit de hofbibliotheek van hertog Julius von Braunschweig-Lüneburg. In de zeventiende eeuw groeide de betekenis van de bibliotheek door de bijzondere aankopen van hertog August von Braunschweig-Wolfenbüttel. Hij liet in heel Europa agenten voor hem gericht boeken aanschaffen. In de achttiende eeuw waren Gottfried Wilhelm Leibniz en Gotthold Ephraim Lessing bibliothecaris van de hofbibliotheek.
Tot de beroemde handschriften in de bibliotheek behoren de Codex Carolinus, een palimpsest met een fragment uit een vermoedelijke vijfde-eeuwse Gotische Bijbeltekst, de Codex Guelferbytanus A en B, twee Griekse unciaalhandschriften van de Bijbel uit de vijfde en zesde eeuw, sinds 1983 het evangeliarium van Hendrik de Leeuw en de Wolfenbütteler Sachsenspiegel uit de veertiende eeuw. Een van de zeldzame drukken in de Herzog August Bibliothek is het enige volledig bewaarde exemplaar van het Antwerps liedboek uit 1544. De bibliotheek bezit veel Nederlandstalige boeken. Een deel van de boeken van de Hollandse raadpensionaris Adriaan Pauw (1585-1653) is hier terechtgekomen. De bibliotheek bezit verder bijvoorbeeld een van de slechts twee bewaarde exemplaren van de plantencatalogus van de Hortus Botanicus Amsterdam van Johannes Snippendaal uit 1646.
In 2006 bezat de bibliotheek ongeveer 900.000 boeken, waarvan 350.000 uit de vijftiende tot en met de achttiende eeuw. Een van de taken van de bibliotheek is het vormen van een nationale bibliotheek voor de Duitse drukken van de zeventiende eeuw. Met de Universiteit van Keulen werkt de Herzog August Bibliothek samen aan een digitale bibliotheek van incunabelen, drukken van vóór 1501.